# Stadionul Suruceni
Stadionul Suruceni este un stadion de fotbal din Suruceni, Republica Moldova. Acesta este stadionul oficial al clubului de fotbal FC Dacia Buiucani cu o capacitate de 2.000 de locuri, dintre care 200 de locuri pe scaune..

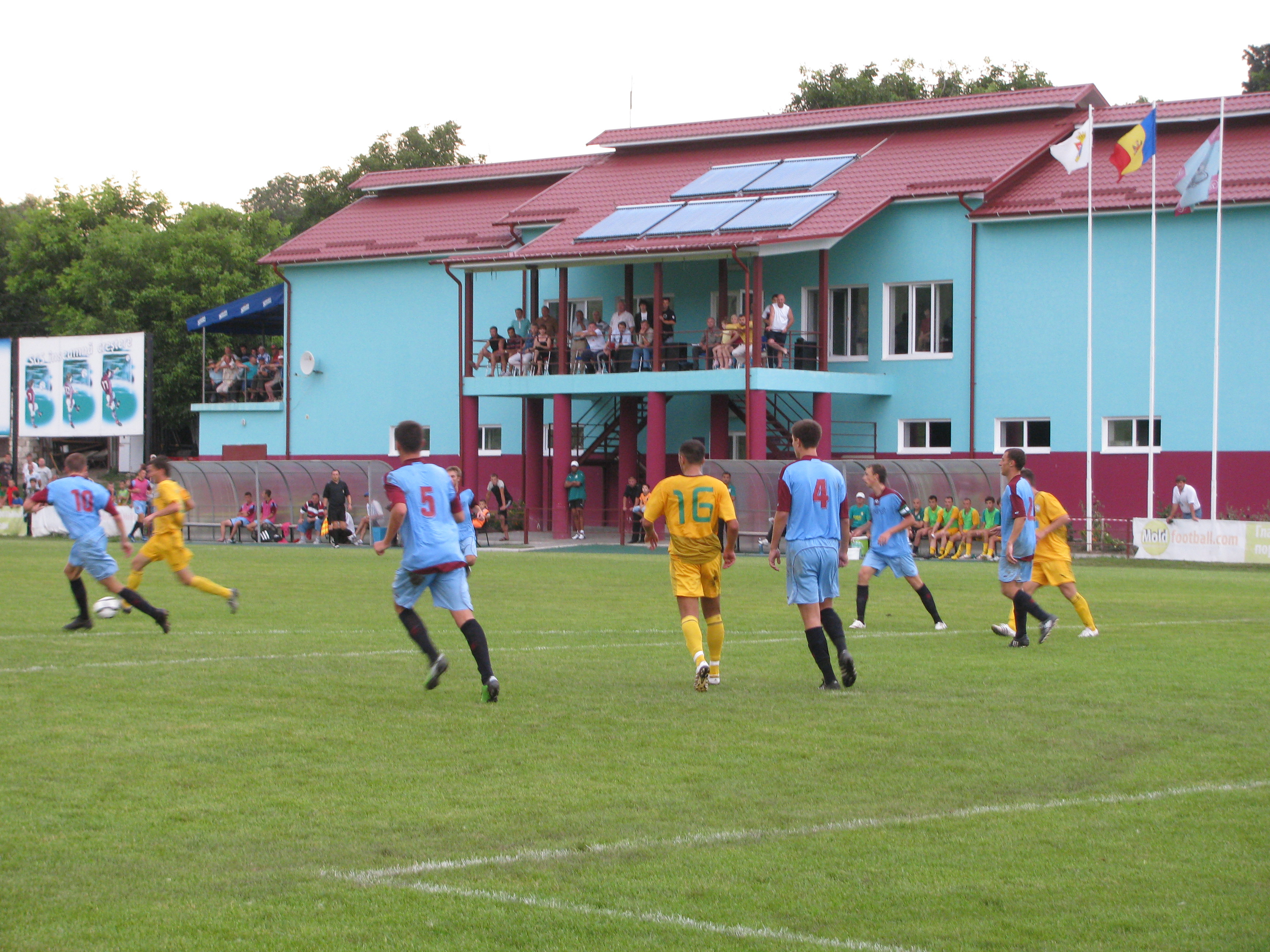
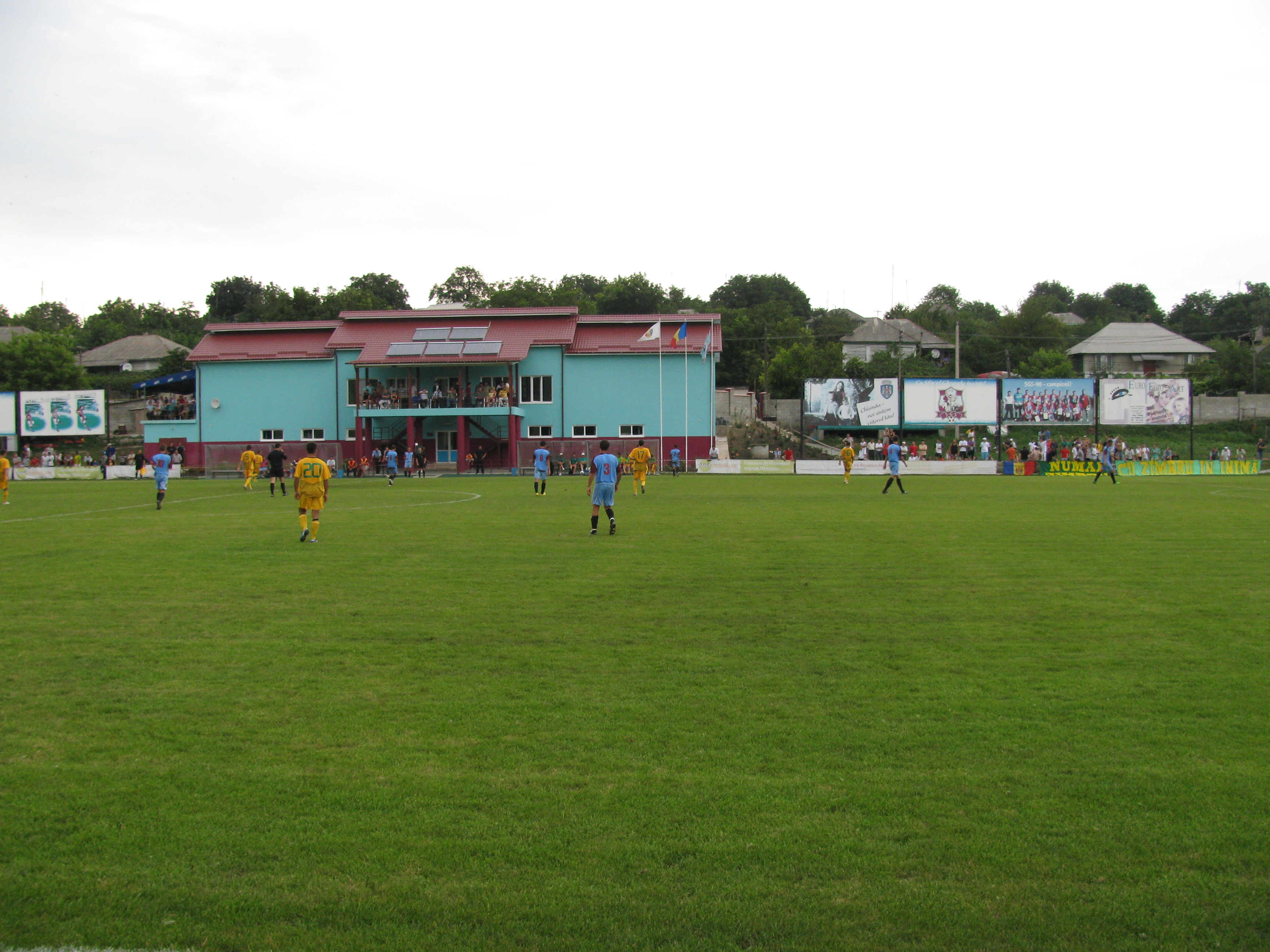
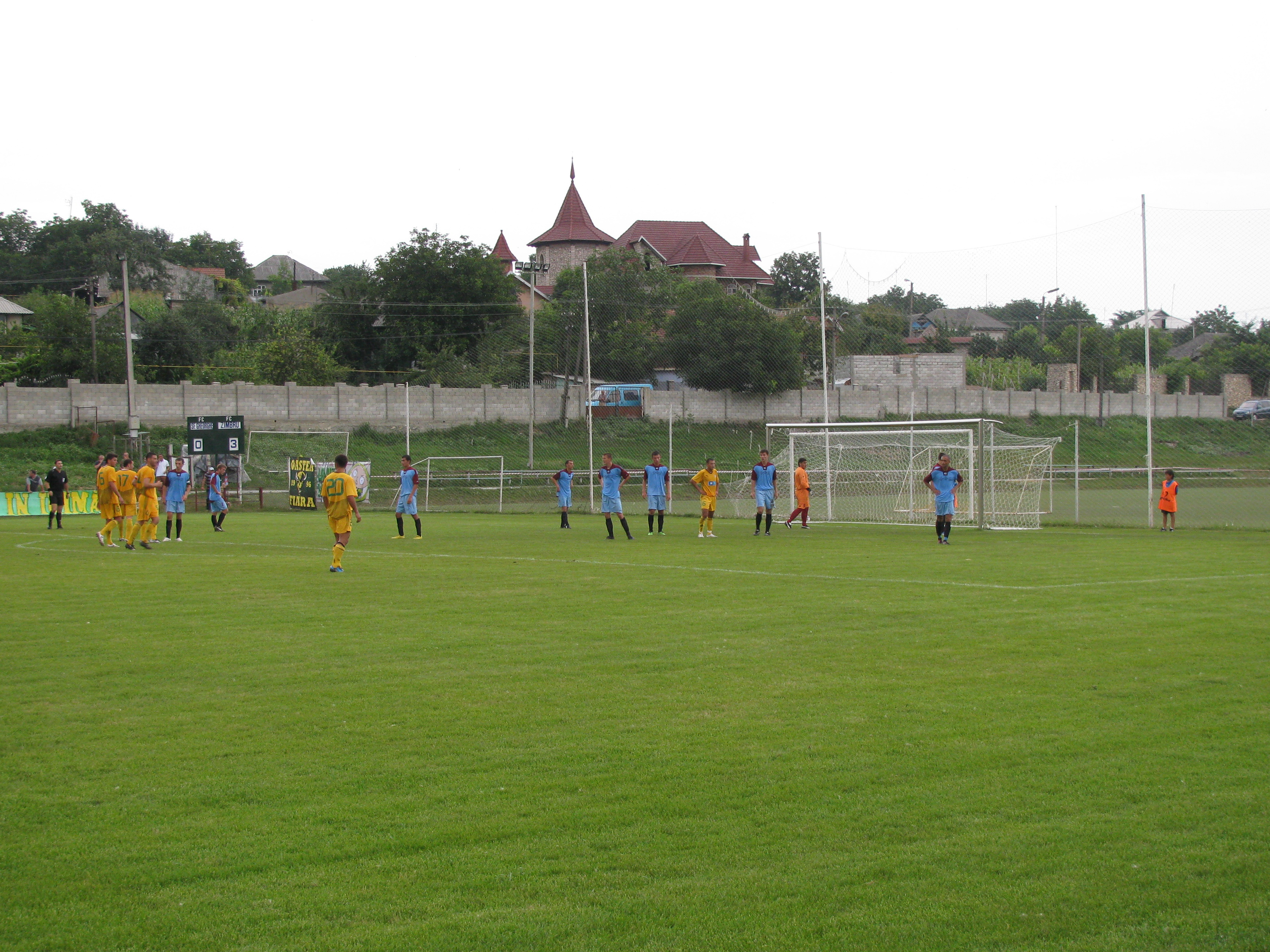
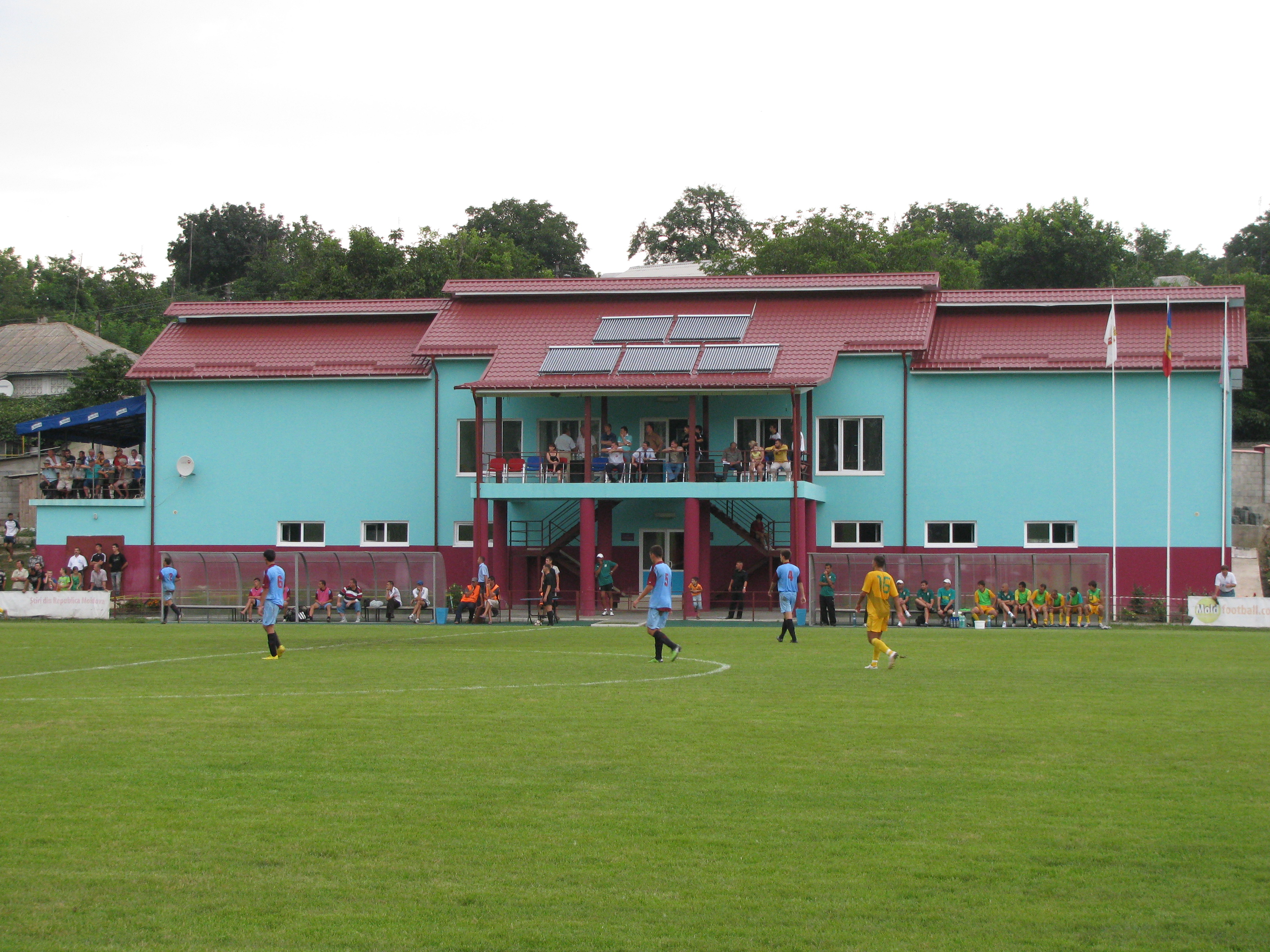
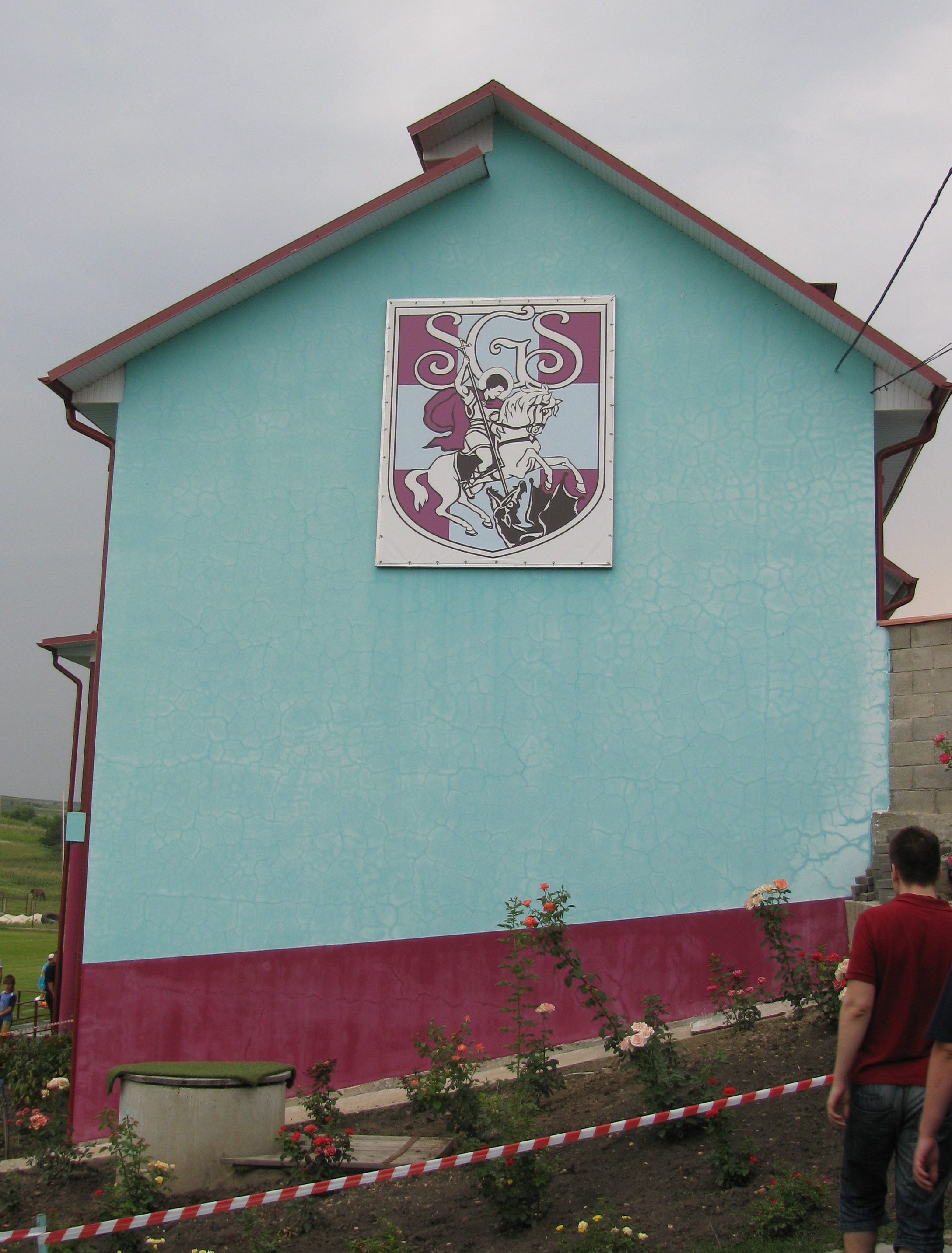